# Musculus pronoto-coxalis lateralis
Musculus pronoto-coxalis lateralis, mięsień Idvm18 – mięsień występujący w tułowiu owadów.
Mięsień należący do grupy "mięśni grzbietobrzusznych" (ang. dorsoventral muscles), zlokalizowany w przedtułowiu. Miejscem początkowym jego przyczepu jest tylno-boczna część pierwszego tergitu. Jego koniec przyczepia się natomiast do bocznego "dysku prokoksalnego" (ang. procoxal disc).
Mięsień ten jest zdecydowanie największym mięśniem przedtułowia i jest bardzo silny, co związane jest prawdopodobnie z ich kroczącym trybem życia.
N. S. R. Maloeuf w pracy z 1935 oraz S. Asahina w pracy z 1954 opisali ten mięsień jako dwa: M14 i niezależny mięsień nimf M15. Jednak co najmniej u ważek różnoskrzydłych jest to najpewniej pojedynczy mięsień podzielony na kilka wiązek.